# 103P/Hartley
A 103P/Hartley vagy Hartley 2 egy rövi periódusú üstökös.
2010. november 4-én 700 km-re közelítette meg az amerikai Deep Impact űrszonda. Addig az volt a legkisebb üstökös, melyet közelről vizsgáltak.
A Herschel űrtávcső olyan vizet talált az üstökösön, melynek összetétele majdnem pontosan ugyanolyan, mint a földi óceánoké. A HIFI műszerrel végzett megfigyelések szerint az üstökös deutérium-hidrogén aránya majdnem ugyanaz, mint ami a földi óceánokban megfigyelhető. A Herschel az üstökös kómájába, azaz vékony, gázszerű atmoszférájába tekintett bele.